# Сольбьяте
Сольбьяте (итал. Solbiate) — коммуна в Италии, располагается в регионе Ломбардия, в провинции Комо.
Население составляет 2245 человек (2008 г.), плотность населения составляет 561 чел./км². Занимает площадь 4 км². Почтовый индекс — 22070. Телефонный код — 031.
Покровителем коммуны почитается святой Александр из Бергамо, празднование 26 августа.

## Демография
Динамика населения:

## Администрация коммуны
- Официальный сайт: http://www.comune.solbiate.co.it/